# 北海道道982号伊達紋別停車場線
北海道道982号伊達紋別停車場線（ほっかいどうどう982ごう だてもんべつていしゃじょうせん）は、北海道伊達市内を結ぶ一般道道（北海道道）である。

## 概要

### 路線データ
- 起点：北海道伊達市山下町（JR北海道 室蘭本線 伊達紋別駅）
- 終点：北海道伊達市末永町（国道37号交点）
- 総延長：1.580 km
- 実延長：0.931 km
- 重用延長：0.649 km

### 道路管理者
- 胆振総合振興局 室蘭建設管理部 洞爺出張所

## 歴史
- 1980年（昭和55年）3月31日 - 路線認定[1]。

## 路線状況

### 重複区間
- 北海道道779号南黄金長和線（伊達市山下町 - 伊達市網代町）

## 地理

### 通過する自治体
- 胆振総合振興局
  - 伊達市

### 交差する道路
伊達市
- 北海道道779号南黄金長和線 - 山下町、網代町（重複）
- 国道37号 - 末永町（終点）

### 沿線にある施設など
伊達市
- JR北海道 室蘭本線 伊達紋別駅
- 伊達駅前郵便局
- 伊達市役所
- Aコープくみあいマーケット本店
- 伊達市農協本所